# Burg Neidenfels
Die Burg Neidenfels ist die Ruine einer Höhenburg auf einem 258 m ü. NN hohen Felsklotz auf dem „Schlossberg“ über dem gleichnamigen Ort Neidenfels im Landkreis Bad Dürkheim in Rheinland-Pfalz.

## Geschichte
Die Burg wurde um 1330 durch Pfalzgraf Rudolf II., als Nachfolge zur Burg Lichtenstein auf dem benachbarten Bergrücken, erbaut. Die erste urkundliche Erwähnung war 1338.
Lehensleute waren die Herren von Lichtenstein, Gerhard und Johannes von Odenbach, Wachenheim und Moosbach. Johann von Wachenheim lieh 1356 dem Pfalzgrafen 500 Goldgulden zum Ausbau der Neidenfels. Lehnsnehmer 1409 waren Dieter II. Landschad von Steinach und seine Gattin Irmgard, sie sollten 400 Gulden in die Burg investieren. Ein Jahr später bei seinem Regierungsantritt belehnte Kurfürst Ludwig III. die Edlen von Steinhausen mit der Neidenfels, danach folgte das Geschlecht der Angellocher.
Reiteroberst Peter Beutterich, Diplomat und Regierungsmitglied, erhielt 1577 von Kurfürst Johann Casimir, dem „Jäger aus Kurpfalz“, den Besitz Neidenfels und wurde dessen „Außenminister“.
Die Burg wurde 1689 durch Franzosen im Pfälzischen Erbfolgekrieg gesprengt.
Forstmeister Glöckle ließ 1749 mit Steinen der Burg auf dem Burgberg Weinbergterrassen anlegen, jedoch ohne Erfolg.
Der Gemeinderat Neidenfels nahm 1935 die Burg als Schenkung an, mit Erhaltungsmaßnahmen wurde begonnen.
Umfassende Erhaltungsmaßnahmen im Wert von 300.000 DM fanden 1986 statt.

### Namensgebung
Es gibt verschiedene Erklärungsansätze, woher der Name Neidenfels stammt. Zwei davon gelten als besonders wahrscheinlich.

#### 1. Theorie
Das Wort Neidenfels begründet sich von den Altdeutschen Wörtern Nydenfelz, Nydenfelß, Nidenfels, was so viel bedeutet wie Niederfels oder unterer Fels und vom Altdeutschen Wort Nid=Nida=unterhalb abstammt. Gemeint war wohl der Felsen, auf dem die Burg Neidenfels liegt, der im Vergleich zu dem höheren Felsen der Burg Lichtenstein tiefer, also unterhalb lag.

#### 2. Theorie
Im Mittelhochdeutschen/Althochdeutschen wird nid (ahd.),nit (mhd.) mit „Eifer und Zorn eines Kriegers“ übersetzt. Es wird vermutet, der Name sei ein Hinweis auf die Missgunst der Nachbarn, die abgewehrt werden musste. Dies war wohl der Funktion der Burg Neidenfels als Kampf-/Trutzburg geschuldet.

## Sagen
Einer Sage nach lag die Burg Lichtenstein noch gegenüber und sie wurde von einem Bruder des Burgherren bewohnt, mit dem er sich am Anfang recht gut verstand. Doch nach einiger Zeit wurde der Besitzer der Neidenfels neidisch, entwickelte Missgunst und Hass gegenüber seinem Bruder. Da er sich vor einem Zweikampf scheute, erschoss er ihn hinterhältig mit einem Pfeil durch das Fenster. Fortan gab es nur noch die Burg Neidenfels und gab dem Ort seinen Namen.
Als die Burg schon eine Ruine war und der unheimliche Ort von der Bevölkerung gemieden wurde, führten zwei junge Hirten eines Abends ihre Ziegen auf die Weide vor der Burg. Als die Glocken der Nikolauskapelle läuteten, wollten sie ihre Herde zusammentreiben und nach Hause gehen, doch die beiden wertvollsten Ziegen fehlten. Einer der Brüder wagte sich durch das Gestrüpp zur Burg. An einem Felsspalt begegnete ihm eine weiße Frau. Sie gab ihm die Ziegen nicht wieder, füllte jedoch seine Tasche mit etwas Schwerem. Er dürfe jedoch erst zu Hause nachsehen, was es ist. Als er wieder auf seinen Bruder traf, wollte dieser unbedingt wissen, was in der Tasche sei, doch er zeigte es ihm nicht. Der Bruder war zu neugierig, griff in die Tasche und holte ein Teil des Inhaltes heraus: es handelte sich um Ziegenmist. Der Bruder aber wartete bis zu Hause, bis er sich den Rest in der Tasche ansah, und entdeckte Gold.